# Hipnotici
Hipnotici (grč. Hypnos - bog sna) su tvari koje izazivaju hipnozu (san). Koriste se za kratkotrajno liječenje nesanice.

## Podjela
- Benzodiazepini
- Z-lijekovi
- Barbiturati
- Antihistaminici
  - Doksilamin
  - Difenhidramin
- Antagonisti oreksinskog sustava
  - Suvoreksant
- Agonisti melatoninskog sustava
  - Melatonin